# L'innamorato, l'arabo e la passeggiatrice
L'innamorato, l'arabo e la passeggiatrice (Viens je t'emmène) è un film del 2022 diretto da Alain Guiraudie.

## Trama
Poco prima delle festa di Natale, Clermont-Ferrand precipita nel panico dopo che un attacco terroristico colpisce la città. In questo clima di ansia, Médéric, sulla trentina, si innamora di una prostituta più anziana, Isadora.

## Distribuzione
Il film è stato distribuito nelle sale cinematografiche francesi da Les Films du Losange a partire dal 3 marzo 2022. È stato distribuito nelle sale cinematografiche italiane da Satine Film a partire dal 27 aprile 2023, dopo essere stato presentato in anteprima fuori concorso al quarantesimo Torino Film Festival.